# Kriminelle Aktivitäten Nordkoreas
Zu den mutmaßlichen kriminellen Aktivitäten Nordkoreas gehören die Herstellung und der Verkauf von illegalen Drogen, die Herstellung und der Verkauf von gefälschten Konsumgütern, Menschenhandel, Waffenhandel, Handel mit Wildtieren, Geldfälschung (insbesondere des US-Dollars und des chinesischen Renminbi) und Computerkriminalität. Daneben werden Nordkorea auch die Unterstützung des Terrorismus, Mordanschläge im Ausland und die Entführung von Ausländern vorgeworfen. Viele dieser Aktivitäten sollen Anschuldigungen zufolge auf Anweisung und unter der Kontrolle der nordkoreanischen Regierung und der regierenden Partei der Arbeit Koreas stattfinden. Die Erlöse aus diesen Aktivitäten sollen dazu dienen, das nordkoreanisches Kernwaffenprogramm sowie den Lebensstil der Elite des Landes zu finanzieren und die unter Sanktionen leidende nordkoreanische Wirtschaft zu stützen.

## Geschichte
Schon in den 1950er Jahren beteiligte sich die Regierung Nordkoreas an Anschlägen und Entführungen im Ausland. Während einer Wirtschaftskrise in den 1970er Jahren begannen Diplomaten aus Nordkorea im Ausland verstärkt im Schmuggel von Waren, Drogen und Waffen tätig zu werden, nachdem die nordkoreanische Regierung beschlossen hatte, dass die diplomatischen Stellen im Ausland sich selbst finanzieren sollten. Laut dem Nordkoreawissenschaftler Andrei Lankow haben sich diese illegalen Aktivitäten des Landes nie zu lukrativen Einnahmequellen für harte Währung entwickelt. Stattdessen setzten diese Aktivitäten das Land der internationalen Verurteilung aus und brachten nur einen geringen Gewinn. Lankov vermutet, dass der Schmuggel nie dazu gedacht war, dem Regime Geld zu verschaffen, sondern lediglich ein Mittel zum Überleben für Diplomaten war, denen die Mittel gekürzt wurden. Nach 1990 verstärkte sich durch Sanktionen und den Zusammenbruch der Sowjetunion die wirtschaftliche Notlage im Land. Nordkorea begann schließlich seinen Fokus verstärkt auf Cyberkriminalität zu legen, das dem Regime Milliarden von Dollar einbringen soll.

## Büro 39
Raum 39 (oder Büro 39) ist die wichtigste Regierungsorganisation, die damit beauftragt ist, der nordkoreanischen Führung Devisen zu beschaffen. Das Büro 39 überwacht viele der illegalen Aktivitäten der Regierung (obwohl das Militär auch eine eigene Abteilung für illegale Aktivitäten hat), wie z. B. Geldfälschung und Drogenherstellung. Im Jahr 2010 hatte die Abteilung Berichten zufolge 17 Auslandsniederlassungen, 100 Handelsunternehmen und Banken unter ihrer Kontrolle. Im Jahr 2009 verfügte das Büro angeblich über ein Vermögen von mehr als 5 Mrd. US-Dollar, von denen ein Großteil auf Banken in Macau, Hongkong und Europa verteilt war. Die zahlreichen Tochterunternehmen wechseln häufig ihre Namen und verstecken über komplexe Firmenkonstrukte ihre Verbindungen zum nordkoreanischen Regime. Es wird vermutet, dass das Büro 39 auch die nordkoreanische Restaurantkette Pyongyang in Übersee betreibt. Das Büro 39 ist das größte der drei einflussreichen Büros im so genannten dritten Stock, zusammen mit dem Büro 35, das für den Nachrichtendienst zuständig ist, und dem Büro 38, das für legale Finanzaktivitäten zuständig ist. Es wird vermutet, dass sich das Zimmer 39 in einem Gebäude der regierenden Partei in Pjöngjang befindet.
Im Jahr 2015 stellte die Europäische Union die Korea National Insurance Corporation (KNIC) unter Sanktionen und gab an, dass die KNIC Verbindungen zum Büro 39 habe. Die KNIC (mit Büros in Hamburg und London) verfügte 2014 Berichten zufolge über ein Vermögen von 787 Millionen britischen Pfund und war an Betrügereien auf den Versicherungsmärkten sowie an Investitionen in Immobilien und Devisen beteiligt. Thae Yong-ho, ein nordkoreanischer Diplomat, der 2016 übergelaufen war, sagte aus, Nordkorea verdiene jedes Jahr „Dutzende Millionen Dollar“ mit Versicherungsbetrug.

## Ch’ongryŏn
Die japanische Regierung beschuldigte die pro-nordkoreanische Organisation Ch’ongryŏn in Japan, auf japanischem Boden illegalen Handel und Spionage zu betreiben, um Gelder für Nordkorea zu sammeln.

## Drogenhandel
Berichten zufolge reicht Nordkoreas illegaler Drogenhandel bis in die 1970er Jahre zurück und umfasst die Herstellung, den Verkauf und den Handel mit illegalen Drogen sowie mit gefälschten legalen Arzneimitteln. Die Produktion von Drogen begann in den Bergprovinzen Hamgyong und Ryanggang, insbesondere im Dorf Yonsah, wo Kim Il-sung die Einrichtung einer Opiumfarm genehmigte.
Um den Anschein von Legitimität zu erwecken, bedient sich die nordkoreanische Regierung zur Durchführung illegaler Aktivitäten Tarnfirmen wie der Ryugyong Corporation, die der Abteilung für Außenbeziehungen der Partei der Arbeit Koreas untersteht. Das Unternehmen besitzt außerdem große Flächen im Land, die ausschließlich für den Opiumanbau bestimmt sind, und schickte jedes Jahr Zehntausende von Dollar in harter Währung an Kim Jong-Il zu dessen Verwendung. Anders als die meisten Unternehmen unterliegt die Ryugyong Corporation keinen Einfuhr- oder Ausfuhrbeschränkungen.
Laut dem Überläufer Yoon Yong-sol gab es während der Hungersnot in den 1990ern „einige Beschwerden, dass wir während der Hungersnot Getreide und nicht Mohn anbauen sollten, aber die Anweisung der Zentralregierung lautete, dass wir, wenn wir Mohn anbauen, das Produkt für das Zehnfache verkaufen können, um Getreide zu kaufen. […] Die einzige Möglichkeit, harte Währung zu verdienen, sind Drogen“.
In den späten 1990er Jahren tauchten Berichte über den Konsum von Methamphetamin (in Nordkorea als „Eisdroge“ bekannt) in dem Land auf. Laut Isaac Stone Fish, der in Foreign Policy schreibt, wird Methamphetamin in Nordkorea von Chemikern und unterbeschäftigten Wissenschaftlern hergestellt. Methamphetamin wird in Nordkorea häufig als „Medikament“ eingenommen, was zu seiner Verbreitung beigetragen hat. Als die Produktion und der Verkauf von Opium Mitte der 2000er Jahre zurückgingen, wurde Methamphetamin immer beliebter.
China räumte 2004 offiziell ein, dass Drogenprobleme von Nordkorea ausgehen, wobei die Provinz Jilin als der wichtigste Umschlagplatz für Nordkorea fungierte. Die Herstellung, Lagerung, Finanzierung und der Verkauf des nordkoreanischen Methamphetaminhandels gelangen von den Philippinen, den Vereinigten Staaten, Hongkong, Thailand, Westafrika und anderen Standorten in zahlreiche Länder. Im Jahr 2010 wurden fünf ausländische Staatsangehörige als Teil einer Verschwörung unter Beteiligung Nordkoreas strafrechtlich verfolgt, um 40 Pfund Methamphetamin in die Vereinigten Staaten zu schmuggeln und für 30.000 Dollar pro Pfund zu verkaufen.
Im Jahr 2001 beliefen sich die Einnahmen aus illegalen Drogen auf 500 Millionen bis eine Milliarde US-Dollar. In einem Artikel der Washington Post aus dem Jahr 2013 werden die jährlichen Einnahmen aus dem Verkauf von Methamphetamin auf 100 bis 200 Millionen US-Dollar geschätzt.
Zwischen 1977 und 2003 wurden mehr als zwanzig nordkoreanische Diplomaten, Agenten und Handelsvertreter in Drogenschmuggeloperationen in mehr als einem Dutzend Ländern verwickelt, festgenommen oder verhaftet. 2004 wurden zwei nordkoreanische Botschaftsangestellte beim Schmuggel von 150.000 Clonazepam-Tabletten in Ägypten erwischt, und im selben Jahr wurden Botschaftsangestellte aus Bulgarien in der Türkei im Besitz von über 500.000 Tabletten Captagon mit einem geschätzten Straßenverkaufswert von 7 Millionen Dollar verhaftet. Die nordkoreanische Regierung hat nur zugegeben, dass Einzelpersonen solche Taten begangen haben, jedoch keine Beteiligung des Staates eingeräumt.
Nach Angaben des Komitees für Menschenrechte in Nordkorea wurde der Drogenhandel von Diplomaten 2001 eingestellt und der Schwerpunkt auf die Herstellung von Drogen gelegt, die von anderen kriminellen Organisationen geschmuggelt werden sollen.
Im Jahr 2003 wurde das in nordkoreanischem Besitz befindliche Frachtschiff Pong Su bei der Einfuhr von Heroin nach Australien abgefangen. Die Besatzung wurde verdächtigt, fast 125 Kilogramm Heroin mit einem geschätzten Straßenverkaufswert von 160 Mio. australischen Dollar nach Australien geschmuggelt zu haben.

## Fälschungen

### Geldfälschung
Die Geldfälschung soll in den 1970er Jahren unter der Leitung von Kim Jong Il begonnen haben; die damals hergestellten Banknoten waren jedoch nicht von hoher Qualität. Seitdem hat die nordkoreanische Regierung im Zuständigkeitsbereich von Büro 39 mit immer ausgefeilteren Techniken 50- und 100-Dollar-Banknoten der USA gefälscht. Im Jahr 1994 nahmen die Behörden in Hongkong und Macao fünf nordkoreanische Diplomaten und Mitglieder der Handelsmission fest, die rund 430.000 Dollar in Banknoten bei sich trugen, die sich als „Superdollar“-Fälschungen (auch „Supernoten“ genannt) herausstellten.  Laut Berichten brachte Nordkorea 2001 Falschgeld im Wert von 100 Millionen Dollar in Umlauf. Die Einnahmen daraus werden auf 15 bis 25 Millionen Dollar jährlich geschätzt. 2013 brachten die Vereinigten Staaten einen neu gestalteten 100-Dollar-Schein heraus. Der Hauptzweck der Neugestaltung war die Bekämpfung von Fälschungen und die Verhinderung des Wiederauftretens der von Nordkorea hergestellten Dollarnoten.

### Gefälschte Arzneimittel
Es gab einige Fälle, in denen Nordkorea in die Herstellung von gefälschtem Viagra beteiligt war. Dazu gehören die Verhaftung eines Mannes mit 4.000 gefälschten Viagra-Pillen im Jahr 2004 in Seoul, Südkorea, und ein Bericht aus Japan aus dem Jahr 2005, wonach Nordkorea in Fabriken in Chongjin gefälschte Viagra-Pillen herstellt, die dann in Hongkong an Kunden in anderen südostasiatischen Ländern (einschließlich China) und im Nahen Osten verkauft wurden.

### Gefälschte Zigaretten
Gefälschte Zigaretten waren bzw. sind ein lukratives Geschäft für das Land. Es wird angenommen, dass der Handel in den 1990er Jahren begann und 2002 stark zunahm, nachdem die chinesischen Behörden viele Fälschungsbetriebe in China geschlossen hatten, was Chancen für die Nordkoreaner eröffnete. Es soll 12 Fabriken im Land für gefälschte Zigaretten geben, die vom nordkoreanischen Militär betrieben werden sollen. Die wichtigsten Fabriken für die Zigarettenherstellung befanden sich Berichten zufolge in Rason, obwohl Überläufer auch eine Fabrik in Pjöngjang erwähnten. Aus einer offiziellen Stellungnahme des US-Kongresses im Jahr 2006 ging hervor, dass in 1.300 Fällen in den Vereinigten Staaten gefälschte Zigaretten der Marke Marlboro mit Ursprung in Nordkorea entdeckt wurden. Die Einnahmen aus gefälschten Zigaretten wurden ca. 2014 auf 80 bis 160 Mio. US-Dollar pro Jahr geschätzt.

## Menschenhandel
Das Land ist ein Herkunftsland von Männern, Frauen und Kindern für Sexhandel und Zwangsarbeit. Die Regierung Nordkoreas hat internationale Protokolle zur Verhinderung des Menschenhandels nicht unterzeichnet. Zwangsarbeit wird sowohl innerhalb als auch außerhalb des Landes eingesetzt. Das Regime verkauft seine eigenen Staatsbürger als Arbeitssklaven ins Ausland und behält einen großen Teil ihres Lohns ein. Nordkoreanische „Gastarbeiter“ kommen dabei vor allem in China, Russland und dem Nahen Osten zum Einsatz. Während die nordkoreanische Regierung behauptet, es handele sich um „Vertragsarbeiter“, wird in Berichten behauptet, dass sie in Wirklichkeit Zwangsarbeit leisten müssen, dass ihre Bewegungen und ihre Kommunikation streng überwacht werden und dass die ins Ausland entsandten Arbeiter weder die Art der Arbeit wählen können, die sie verrichten, noch für ihre Arbeit bezahlt werden.
Es wird geschätzt, dass Tausende von Nordkoreanern in Russland in der Forstwirtschaft, im Baugewerbe und in der Landwirtschaft arbeiten. Diese Arbeiter erhalten Berichten zufolge nur zwei Tage Urlaub pro Jahr und werden bestraft, wenn sie die Quoten nicht erfüllen. Auch bei dem Bau der Stadion für die Fußball-Weltmeisterschaft 2018 in Russland wurden nordkoreanische Arbeiter eingesetzt.

## Waffenhandel
In den 1980er Jahren entwickelte sich Nordkorea zu einem legalen Waffenhändler, der in erster Linie Länder der Dritten Welt belieferte und relativ preiswerte, technisch wenig ausgereifte, aber zuverlässige Waffen exportierte. Während des Iran-Irak-Kriegs gingen rund 90 % der Waffenexporte aus Nordkorea an den Iran, und zwischen 1981 und 1989 verdiente Nordkorea schätzungsweise 4 Mrd. US-Dollar mit Waffenverkäufen.
Nordkorea ist dafür bekannt, dass es Nuklear- und Raketentechnologie verbreitet und soll mit Ländern wie Syrien und Pakistan bei der atomaren Zusammenarbeit kooperiert haben. Nach dem Atomtest von 2006 haben internationale Sanktionen versucht, die Ausfuhr verschiedener Arten von Waffen, Materialien und Technologien durch Nordkorea einzuschränken oder zu verhindern. Vor den UN-Sanktionen unternahmen jedoch bereits Länder wie Japan und die Vereinigten Staaten einseitige Schritte, um solche Exporte einzuschränken.
Die UN-Sanktionen verbieten nun alle Waffen, einschließlich Kleinwaffen und leichte Waffen. Nordkorea hat ein umfangreiches und kompliziertes Waffenhandelsnetz aufgebaut, um die Sanktionen zu umgehen, und nutzt Scheinfirmen und Botschaften für den Waffenhandel. In einem UN-Bericht aus dem Jahr 2014 wurden Syrien, Myanmar, Eritrea, Tansania, Äthiopien, Somalia und Iran verdächtigt, Waffen von Nordkorea gekauft zu haben. Während des Russisch-Ukrainischen Kriegs belieferte Nordkorea im großen Stil Russland mit Munition, und wurde dafür von Wladimir Putin belohnt.

## Wildhandel
Seit den 1980er Jahren wurden mindestens 18 nordkoreanische Diplomaten beim Schmuggel von Rhinozeroshorn und Elfenbein erwischt, wobei die tatsächliche Zahl weitaus höher sein dürfte. Nordkoreanische Überläufer haben auch über den Schmuggel von Rhinozeroshorn und Elfenbein aus Ländern wie Angola, Äthiopien, der Demokratischen Republik Kongo, Südafrika und Mosambik berichtet. Solche illegalen Aktivitäten gelten als relativ risikoarm, sind aber für das Regime sehr lohnend. In jüngerer Zeit soll Nordkorea zum Wiederaufkommen des afrikanischen Wildhandels beigetragen haben.

## Umgehung von Sanktionen
Nach Angaben des Expertengremiums der Vereinten Nationen vom April 2019 hat Nordkorea eine Reihe von Techniken und ein komplexes Netz von Organisationen entwickelt, um die gegen das Land verhängten Sanktionen zu umgehen, insbesondere in Bezug auf Kohle und Erdöl. Zu diesen Techniken gehörten die Fälschung von Dokumenten und verdeckte Umladungen von Schiff zu Schiff auf See.
Im Mai 2019 gaben die Vereinigten Staaten bekannt, dass sie ein nordkoreanisches Frachtschiff beschlagnahmt hatten, weil es unter Missachtung der Sanktionen eine Ladung Kohle transportiert hatte. Das Justizministerium erklärte, die 17.061 Tonnen schwere Wise Honest sei eines der größten Frachtschiffe des Nordens und wurde zunächst im April 2018 von Indonesien festgehalten, befindet sich nun aber im Besitz der Vereinigten Staaten.

## Cyberkriminalität
Cybersecurity-Experten zufolge unterhält Nordkorea eine Armee von Hackern, die darauf trainiert sind, gegnerische Computernetze zu stören und sowohl Geld als auch sensible Daten zu stehlen. Im vergangenen Jahrzehnt wurde Nordkorea für zahlreiche Cyberangriffe und Hackerattacken in Südkorea und anderswo verantwortlich gemacht. Durch einen Hack auf das Filmstudio Sony Pictures Entertainment im November 2014 wurden die Kapazitäten der nordkoreanischen Hacker der Lazarus-Gruppe weltweit bekannt. Diese Gruppe soll von Kim Jong-un aufgebaut worden sein. Das Hacken hat sich als wichtige Einnahmequelle für Nordkorea erwiesen: Obwohl alle Schätzungen als grob angesehen werden, geht man davon aus, dass Tausende von Hackern jedes Jahr Hunderte von Millionen Dollar einnehmen. Damit wäre das Hacken eine größere Einnahmequelle als Waffenverkäufe und damit verbundene militärische Dienstleistungen. Zu den Zielen gehören ausländische Banken, Mikrotransaktionen und Kryptowährungen, wobei zunächst Geld gestohlen und anschließend gewaschen wird bzw. durch zahlreiche Transaktionen versteckt wird. Am 8. Oktober 2018 berichtete Bloomberg, dass eine nordkoreanische Hackergruppe versucht hat, in einer Reihe von Angriffen auf globale Banken zwischen 2014 und 2018 mindestens 1,1 Milliarden Dollar zu stehlen, wie das Cybersicherheitsunternehmen FireEye herausgefunden hatte. 2022 soll Nordkorea durch Cyberkriminalität bis zu eine Milliarde US-Dollar erbeutet haben.

## Entführung ausländischer Staatsbürger
Zwischen 1977 und 1983 hat Nordkorea mehrere japanische Staatsbürger entführt. Nordkorea hat zugegeben, 13 japanische Staatsbürger entführt zu haben, und Japan führt 17 Entführte auf. Es gibt auch Zeugenaussagen, nach denen neun Europäer von Nordkorea entführt wurden.
Der Zweck der Entführung reicht von der Verwendung der Entführten als Übersetzer/Lehrer, um Ehefrauen zu werden, und um Identitäten für andere geheime Operationen zu erhalten. Während des Koreakriegs verschleppte Nordkorea schätzungsweise 82.959 Südkoreaner, und in der Nachkriegszeit wurden nach südkoreanischen Angaben weitere 489 Südkoreaner von Nordkorea entführt. So wurde der Regisseur Shin Sang-ok in Hongkong von Nordkorea entführt, weil Kim Il-sung sich von diesem die Inszenierung von Propagandafilmen erhoffte. Er konnte 1986 in Wien fliehen.

## Terrorismus
Ein nordkoreanisches Todeskommando griff den südkoreanischen Präsidenten Park Chung-hee in seiner Residenz im Blauen Haus am 21. Januar 1968 an. Alle 31 Soldaten der koreanischen Volksarmee wurden getötet, gefangen genommen oder mussten fliehen. Präsident Park blieb unverletzt. 1983 verübte Nordkorea in Rangun einen Bombenanschlag gegen Chun Doo-hwan, den fünften Präsidenten Südkoreas und seine Regierung. Obwohl Chun überlebte, starben 21 Menschen bei dem Anschlag und 46 wurden verletzt. Ein Verdächtiger wurde später getötet, und die beiden anderen mutmaßlichen Bombenleger wurden festgenommen, von denen einer gestand, ein nordkoreanischer Militäroffizier zu sein. 1987 verübte Nordkorea einen Bombenanschlag auf den Korean-Air-Flug 858, bei dem 115 Unschuldige ums Leben kamen. Deshalb wurde Nordkorea 1988 von den USA auf die Liste der State Sponsors of Terrorism gesetzt, jedoch 2008 wieder entfernt.
Im Jahr 2017 wurde Nordkorea als Reaktion auf die Ermordung von Kim Jong-nam, die Unterstützung von Baschar al-Assad im syrischen Bürgerkrieg, die engen Beziehungen zum Iran und seine Unterstützung islamischer Terrororganisationen, insbesondere der Hamas, von den USA erneut als Terrorstaat eingestuft.

## Gegenmaßnahmen
Sowohl die UN als auch zahlreiche Staaten ergriffen Maßnahmen zur Unterbindung der illegalen Aktivitäten Nordkoreas. Im Jahr 2010 unterzeichnete US-Präsident Barack Obama die Executive Order 13551, die „gegen die Ein- und Ausfuhr von Waffen, die Einfuhr von Luxusgütern und andere illegale Aktivitäten Nordkoreas gerichtet ist, einschließlich Geldwäsche, Fälschung von Waren und Währungen, Bargeldschmuggel in großem Umfang und Rauschgifthandel“.